# ستودر في بيهنجو
ستودور في بوهينجو (بالانجليزية: Studor v Bohinju) هي قرية في بلدية بوهينجين في منطقة كارنيولا العليا في سلوفينيا. ويقع فيها جبل ستودور.

## الاسم
كانت القرية عبارة عن مستوطنة باسم ستودور ثم تم تغييرها إلى ستودور في بوهينجو عام 1955. تم إثبات اسم المستوطنة لأول مرة عام 1291 باسم زتودار.
كان الاسم في الأصل اسمًا مشهورًا، مشتق من جملة «الذروة الحادة» باللغة السلافية stodorъ. النطق Stu-for Sto- هو لفظ بلهجة اوكرانية تحول إلى لفظ معتاد للقرية وإلى اسم مختصر.

## معالم

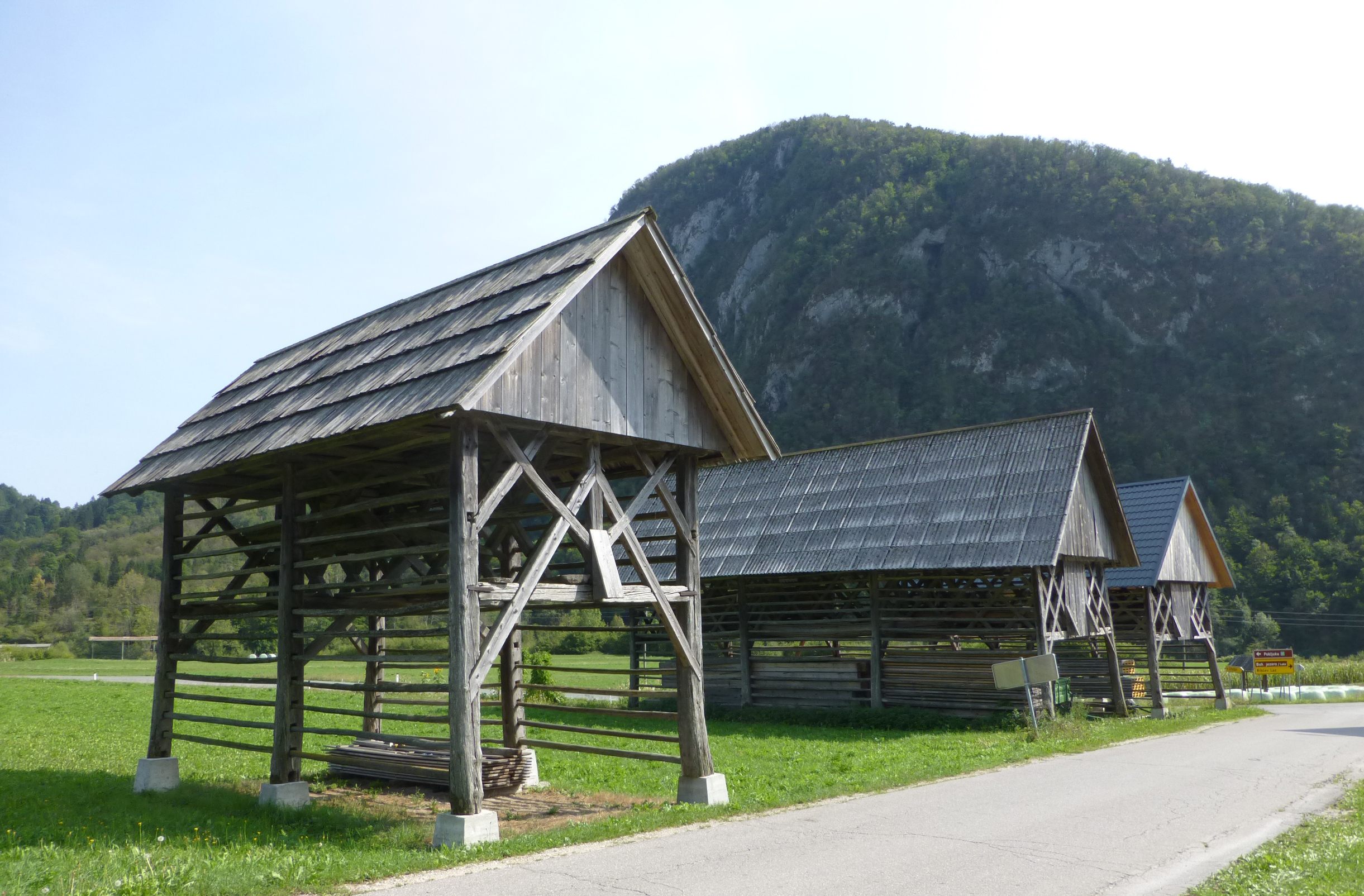
صورة للقرية

تشتهر منازل القرية بحوائط خشبية وهياكل مزدوجة وهي أحد مميزات المنطقة بالإضافة إلى الأعمدة المعمارية الاثرية. يوجد أيضًا متحف إثنوغرافي صغير في القرية في منزل أوبلينوفا هيسا.